# 과들루프의 캉통
프랑스령 과들루프에는 총 21개의 캉통이 속해 있다. 2015년 3월 행정구역 총개편으로 인해 현재는 다음과 같이 설치되어 있다.
- 레자빔 1
- 레자빔 2
- 레자빔 3
- 베마오 1
- 베마오
- 바스테르
- 카페스테르벨오
- 르고지에르
- 라망탱
- 마리갈랑트
- 모른아로
- 르물
- 프티부르
- 프니카날
- 푸앵트아피트르
- 생트안
- 생트로즈 1
- 생트로즈 2
- 생프랑수아
- 트루아리비에르
- 비외자비탕

## 생마르탱생바르텔레미
2007년 2월 22일까지는 생마르탱과 생바르텔레미가 과들루프에 속해 있었으며 생마르탱바르텔레미 아롱디스망이란 이름으로 설치되어 있었다. 해당 아롱디스망에 속했던 캉통은 총 세 개로, 다음과 같다.
- 생바르텔레미 캉통
- 생마르탱 제1캉통
- 생마르탱 제2캉통

이들 캉통은 2007년 2월 22일 생마르탱과 생바르텔레미가 과들루프에서 분리되어 아롱디스망도 폐지되면서 같이 사라졌다.